# Мартаза (озеро)
Мартаза (укр. Мартаза) — озеро, расположенное на юге Белгород-Днестровского района (Одесская область); является ответвлением озера Шаганы. Площадь водного зеркала — 0,5 км². Тип общей минерализации — солёное. Происхождение — лиманное. Группа гидрологического режима — сточное.

## География
Мартаза входит в группу озёр Тузловские лиманы. Длина — 1,2 км. Ширина средняя — 0,4 км, наибольшая — 0,6 км. Высота над уровнем моря: −0,3 м. Ближайший населённый пункт — село Рыбальское, расположенное севернее озера.
Озеро Мартаза расположено вдали от Чёрного моря. Озёрная котловина водоёма неправильной удлинённой формы, вытянутая с севера на юг, к северу сужается. От озера Шаганы Мартаза отделено пересыпью. На севере в озеро впадает балка Мартаза.
Для озеро характерно частичное пересыхание и засоление, вследствие падения уровня воды. Дно покрыто грязями (чёрным илом), местами — песком с ракушей.

## Хозяйственное значения
Входит в состав национального природного парка Тузловские лиманы, созданного 1 января 2010 года с общей площадью 27 865 га. Грязи могут использоваться в лечебных целях.